# Oerlenbach
Oerlenbach é um município da Alemanha, no distrito de Bad Kissingen, na região administrativa da Baixa Francónia, no estado da Baviera.

## Cidade irmã
Douvres-la-Délivrande, França